# Polis Könyvkiadó
A Polis Könyvkiadó Kolozsváron alakult 1992-ben. Felelős vezetője 2017-ig Dávid Gyula, jelenleg (2019) Kozma Csaba, könyveinek grafikai tervezője Unipan Helga. A kiadó kötelékében tevékenykedett rövidebb-hosszabb ideig Demény Péter, Géczi A. János, Papp-Zakor András és Vofkori Mária.

## Története
A kiadó a könyvkiadás anyagi alapjainak előteremtésére 2000-ig magyarországi könyvbehozatallal is foglalkozott; saját és importkönyvek országos körű terjesztésére 1995–2000 között könyvklubot is működtetett. 1992–2018 között kiadványainak száma megközelíti a 300-at.

### A kezdetek
Kezdetben főképp kortárs erdélyi szerzőket jelentetett meg: vers- és elbeszélésköteteket, regényeket (Bálint Tibor, Bogdán László, Cseke Gábor, Jancsik Pál, Kovács András Ferenc, Lőrinczi László, Mikó Imre, Palocsay Zsigmond, Sigmond István, Szabó Gyula, Tamás Tímea), esszé- és tanulmányköteteket (Angi István, Benkő Samu, Csapody Miklós, Cseke Péter, Cs. Gyimesi Éva, Dávid Gyula, Egyed Péter, Horváth Andor, Imreh István, Kántor Lajos, László Ferenc, Nagy György, Sztranyiczki Gábor, Veress Károly).

### Magyar klasszikus irodalom
A magyar klasszikus irodalomból kiadta Babits Mihály, Páskándi Géza válogatott, illetve József Attila, Petőfi Sándor és Pilinszky János összes verseit, Kányádi Sándor „egyberostált” verseit és műfordításait, Székely János összes drámáit. Néhány versválogatást (Dsida Jenő, József Attila, Reményik Sándor, Szilágyi Domokos) különleges tipográfiai kivitelben jelentetett meg, Deák Ferenc, Gy. Szabó Béla, Kancsura István, Siklódy Ferenc, illetve Simon Györgyi grafikái kíséretében. Ezek közül a Deák Ferenc grafikáival megjelent Dsida Jenő-kötet (Egyszerű vers a kegyelemről, 1995), a Siklódy Ferenc grafikáival megjelent Szilágyi Domokos-kötet (Magyarok, 1997) a kolozsvári országos könyvszalon grafikai díját, a Bolyai János születésének 200. évfordulójára kiadott, szintén Siklódy Ferenc grafikáival illusztrált versválogatás 2002-ben a Marosvásárhelyi Nemzetközi Könyvvásár Szép Könyv díját kapta meg.

### Fordítások
Alkalomszerű néhány fordításkötet jelenléte a kiadó könyveinek sorában: egy Páskándi Géza abszurdoidjaiból készült válogatás (Moment of sincerity) az 1999-es frankfurti könyvvásárra angol nyelven, Brogyányi Jenő fordításában, Lucian Blaga versei Lengyel Ferenc fordításában, kétnyelvű kiadásban (2002), Kovács András Ferenc Manótánc című gyermekverskötete Gelu Păteanu átültetésében. 

### Erdély öröksége
Az eredeti irodalom mellett fontos feladatának tekinti Erdély művelődési-művészeti örökségének megismertetését. Az első évben jelentette meg Nagy Imre Íróarcképek c. sorozatát (Fodor Sándor előszavával, 1993), majd következtek: A Farkas utcai templom címerei (Entz Géza és Kovács András tanulmányaival, 1995), a Faragott kőszószékek Erdélyben (B. Murádin Katalin könyve, 1994), a Műemlék orgonák Erdélyben (Dávid István könyve – amely szerepelt 1996-ban a Marosvásárhelyi Nemzetközi Könyvvásár díjazott könyvei között, és elnyerte a Debreczeni László-emlékérmet is), Muckenhaupt Erzsébettől A csíksomlyói ferences könyvtár kincseit (1999), Deé Nagy Anikótól A marosvásárhelyi Teleki Téka ex libriseit (2001), valamint Vofkori Györgytől a Székelyudvarhely (1995), Székelykeresztúr (2002), Gyergyószentmiklós (2004) múltját egykorú fotók segítségével megelevenítő képes várostörténeteit, Murádin Jenőnek Fadrusz János erdélyi szobrait (2002), Gy. Dávid Gyulának a bonchidai Bánffy-kastélyt bemutató (utóbb albumalakban több kiadást megért) könyvét, Benkő Elek monográfiáját (Erdély középkori harangjai és bronz keresztelőmedencéi, 2002), Incze László Kézdivásárhely múltjának feltárásához hozzájáruló tanulmánykötetét (A rendtartó székely város, 2011). Ebben a könyvtípusban a legújabb kötetek Pál Emese könyve az erdélyi örmény művészetről (2015), Bordás Beátáé a historizmus kora erdélyi kastélyépítészetéről (2016), illetve a kolozsvári Bánffy-palotáról (2019, megjelenés előtt). Külön megemlítendőek Gaal György könyvei: kis kolozsvári útikalauza (2001), a kolozsvári Rhédey-palotát bemutató könyve (2004), és gazdagon illusztrált kötetei (Képes Kolozsvár, 2007, 2008, 2012; Kolozsvárt születtek, 2016). 
Kiemelkedő teljesítménye volt a kiadónak a korábbi évtizedekben majdhogynem tiltott Bánffy Miklós-művek (1998–2018 között hat kötet, köztük a budapesti Balassi Kiadóval közös Bánffy Miklós művei négy kötete és a Politikusportrék, s több, a hagyatékban maradt kiadatlan mű) és Reményik Sándor költői életművének azóta több kiadást is megért, filológiailag megbízható összkiadása (2005), amelyet egy irodalmi kritikáit egybegyűjtő kötet (Kézszorítás, 2007) és a költő fiatalkori prózaverstermésének kiadása (Vércsöppek a hóban, 2009) követett.